# Интерстеллар
«Интерсте́ллар» (англ. Interstellar — «Межзвёздный») — эпическая научная фантастика 2014 года, девятый полнометражный фильм режиссёра Кристофера Нолана, который написал сценарий в соавторстве со своим братом Джонатаном. В фильме задействован актёрский ансамбль во главе с Мэттью Макконахи, Энн Хэтэуэй, Джессикой Честейн, Биллом Ирвином, Эллен Бёрстин и Майклом Кейном. Действие фильма разворачивается в антиутопическом будущем, где Земля страдает от катастрофического упадка и голода. Фильм рассказывает о группе астронавтов, которые путешествуют через кротовую нору вблизи Сатурна в поисках нового дома для человечества.
В основу сценария был положен сценарий, разработанный Джонатаном в 2007 году, режиссёром которого первоначально должен был стать Стивен Спилберг. Физик-теоретик Кип Торн был исполнительным продюсером и научным консультантом фильма, а также написал книгу «Интерстеллар. Наука за кадром». Это был последний фильм Линды Обст в качестве продюсера перед её смертью. Оператор Хойте ван Хойтема снял его на 35-мм киноплёнку в анаморфотном киноформате Panavision и 70-мм IMAX. Съемки начались в конце 2013 года и проходили в Альберте, Киркьюбайярклёйстюре и Лос-Анджелесе. В фильме «Интерстеллар» широко используются практические и миниатюрные эффекты, а компания DNEG создала дополнительные визуальные эффекты.
Премьера фильма состоялась в китайском театре TCL 26 октября 2014 года, а в кинотеатрах США он был выпущен 5 ноября, а в Великобритании — 7 ноября. В США он был впервые выпущен на кинорынках, а затем распространился на площадки, оснащённые цифровыми проекторами. Фильм получил в целом положительные отзывы критиков и имел коммерческий успех, собрав в мировом прокате 681 миллион долларов во время первого показа в кинотеатрах и 758,6 миллиона долларов в последующих прокатах, что сделало его десятым самым кассовым фильмом 2014 года. Помимо различных наград, «Интерстеллар» был номинирован на пять премий на 87-й церемонии вручения премии «Оскар» победив лучшие визуальные эффекты.

## Сюжет
В 2067 году неурожай и пыльные бури угрожают выживанию человечества. Кукуруза — последняя жизнеспособная сельхозкультура. Мир также превратился в общество постправды, где молодым поколениям преподают идеи, что высадка «Аполлона» на Луну была сфальсифицирована. Овдовевший инженер и бывший пилот НАСА Джозеф Купер теперь занимается фермерством. С ним живёт его тесть Дональд, 15-летний сын Том и 10-летняя дочь Мёрфи (или Мёрф). Однажды после очередной пыльной бури странные пыльные узоры необъяснимым образом появляются на полу спальни Мёрф; она приписывает аномалию призраку. Купер в конечном итоге приходит к выводу, что узоры были вызваны изменениями силы тяжести и что они являются двоичным кодом географических координат. Купер следует по координатам, которые приводят его на секретный объект НАСА, возглавляемый профессором Джоном Брэндом, бывшим руководителем Купера. Профессор Брэнд говорит, что гравитационные аномалии происходят в разных местах. 48 лет назад неизвестные существа разместили кротовую нору возле Сатурна, открыв путь к далёкой галактике с двенадцатью потенциально обитаемыми мирами, расположенными рядом с чёрной дырой, которую люди называют «Гаргантюа». 10 лет назад двенадцать добровольцев пролетели через червоточину, чтобы в одиночку исследовать планеты. Астронавты Миллер, Эдмундс и Манн сообщили о положительных результатах. Основываясь на их данных, профессор Брэнд разработал два плана для обеспечения выживания человечества. План A включает разработку теории гравитационного движения для продвижения колоний в космосе, а План Б — запуск космического корабля «Эндюрэнс» (анг. Endurance) с 5000 замороженных человеческих эмбрионов для колонизации пригодной для жизни планеты.
Купер становится пилотом на «Эндюрэнс». В состав команды входят учёные доктор Амелия Брэнд (дочь профессора Брэнда), доктор Ромилли, доктор Дойл и роботы TARS и CASE. Перед отлётом Купер оставляет расстроенной Мёрф свои наручные часы, чтобы сравнить время, когда он вернётся. Полёт до червоточины занимает два года. Пройдя через неё, экспедиция попадает в другую галактику, в систему чёрной дыры Гаргантюа. Ромилли остаётся на корабле изучать чёрную дыру, в то время как Купер, Дойл и Брэнд на челноке спускаются исследовать планету Миллер, сплошь покрытую океаном. Группа находит обломки корабля Миллер, а гигантская приливная волна убивает Дойла и заливает двигатели посадочного модуля. Спустя час к ним приближается очередная приливная волна, но команде удаётся просушить двигатели и взлететь. Из-за близости чёрной дыры время значительно замедляется: в результате, когда Купер и Брэнд возвращаются, для Ромилли на «Эндюрэнс» прошло уже 23 года. Топлива хватит для полёта только на одну из двух оставшихся планет. Эдмундс давно прекратил передачи, в то время как Манн всё продолжает передавать данные. После короткого обсуждения Купер принимает решение отправиться на планету Манна.
Тем временем повзрослевшая Мёрф, которая стала физиком-теоретиком, ученицей профессора Брэнда и теперь работает в его команде в НАСА, передаёт сообщение о том, что профессор умер. Она узнала, что План А, требующий недоступных данных из чёрной дыры, никогда не был рабочим. План Б всегда был единственным вариантом профессора Брэнда. Мёрф обвиняет Брэнд и Купера в том, что они знали, что оставшиеся на Земле были обречены.
На холодной заснеженной планете команда находит базу доктора Манна и выводит его из криогенного сна. Манн сообщает, что ближе к поверхности атмосфера пригодна для дыхания и жизни. Купер заявляет, что намерен вернуться на Землю, а Брэнд и Ромилли останутся осваивать планету. Купер и Манн отправляются устанавливать маяк для посадочного модуля. Внезапно Манн нападает на Купера. Купер с ужасом понимает, что на планете Манна нет твёрдой поверхности, она непригодна для жизни; Манн заявляет, что отчаявшись, послал ложные данные, чтобы его спасли. Манн разбивает стекло шлема Купера и угоняет челнок: он решил захватить «Эндюрэнс» и добраться до планеты Эдмундса, завершив миссию. Ромилли погибает, пытаясь скачать данные с заминированного робота Манна. Однако ТАРС отключает механизм автоматической стыковки, и Манн погибает при взрыве шлюза. Повреждённый взрывом «Эндюрэнс» начинает падать на планету Манна. Куперу удаётся пристыковать посадочный модуль к «Эндюрэнс» и поднять его на орбиту.
Из-за недостатка топлива для полёта к планете Эдмундса команда использует гравитационный манёвр, облетев Гаргантюа и потеряв из-за замедления времени ещё 51 год. В процессе манёвра Купер и TARS отстыковываются, чтобы уменьшить вес и гарантировать, что «Эндюрэнс» доберётся до планеты Эдмундса. После пересечения горизонта событий Гаргантюа они катапультируются и оказываются внутри массивного тессеракта, построенного «неизвестными существами» в пятимерном пространстве. Тессеракт устроен так, что при небольших перемещениях в пространстве Купер может наблюдать разные моменты времени в старой комнате Мёрф на Земле. Земное время для него стало пространственной координатой. Однако он не может попасть в пространство комнаты и передать туда какой-либо электромагнитный или акустический сигнал, так как находится под горизонтом событий Гаргантюа, из-под которого не может выйти ни одно трёхмерное воздействие. Зато для гравитационных возмущений, которые описываются пространством больших размерностей, трёхмерный горизонт событий не является преградой. Благодаря этому Купер может слабо воздействовать на гравитацию в комнате Мёрф, причём в разные моменты времени. Купер пытается передать самому себе в прошлое призыв «Стой», стуча азбукой Морзе, что на Земле в комнате вызывает падение книг. Тогда он внезапно вспоминает слова Амелии про «гравитацию как способ общения» и понимает, что никаких «неизвестных существ» нет. Все это время он и был «призраком» Мёрф. И кротовая нора, и гиперкуб, в котором они с TARS находятся, построены людьми будущего с использованием той самой формулы гравитации, которую не сумел довести до ума профессор Брэнд по причине отсутствия у него квантовых данных из чёрной дыры. Довести эту теорию до практического результата может только она — Мёрф! Купер для начала передаёт себе в прошлое координаты НАСА, чтобы прийти сюда, в чёрную дыру, а потом — переместившись на годы вперёд, передаёт взрослой Мёрф квантовые данные, собранные TARS, в виде колебаний секундной стрелки часов, используя азбуку Морзе. На основе этих данных Мёрф решает теорию гравитационного движения для выполнения Плана А.
В пятимерном пространстве начинается коллапс тессеракта, возможно, связанный с тем, что люди научились управлять гравитацией и строят кротовую нору. Купера и TARS выбрасывает из кротовой норы на орбиту Сатурна. Купер просыпается на Базе Купер — в одном из космических поселений на орбите Сатурна, куда переселилось человечество. Он польщён, что база названа в его честь, но доктор ему поясняет, что это сделано в честь его дочери, которая, находясь в преклонном возрасте, решила впасть в криогенный сон, чтобы дождаться его. Через несколько дней он встречает Мёрф, находящуюся на пороге смерти, в окружении её семьи. Она прощается с отцом и призывает его отправиться к Амелии. Купер и TARS угоняют космический корабль и отправляются к Амелии и CASE, основавшим базу на пустынной, но пригодной к жизни планете Эдмундса.

## В ролях
| Актёр            | Роль         |
| ---------------- | ------------ |
| Мэттью Макконахи | Купер        |
| Энн Хэтэуэй      | Амелия Брэнд |
| Дэвид Гьяси      | Ромилли      |
| Уэс Бентли       | Дойл         |
| Билл Ирвин       | ТАРС (голос) |
| Джош Стюарт      | КЕЙС (голос) |
| Мэтт Дэймон      | доктор Манн  |

| Актёр            | Роль                               |
| ---------------- | ---------------------------------- |
| Маккензи Фой     | дочь Купера Мёрф в возрасте 10 лет |
| Джессика Честейн | Мёрф                               |
| Эллен Бёрстин    | Мёрф в старости                    |
| Тимоти Шаламе    | сын Купера Том в возрасте 15 лет   |
| Кейси Аффлек     | Том                                |
| Майкл Кейн       | профессор Брэнд                    |
| Джон Литгоу      | тесть Купера Дональд               |
| Тофер Грейс      | врач, друг Мёрф Гетти              |
| Дэвид Ойелоуо    | директор школы                     |
| Уильям Дивейн    | сотрудник НАСА Уильямс             |
| Элиес Габел      | администратор                      |
| Лиа Кэрнс        | Лоис жена Тома                     |
| Коллетт Вульф    | мисс Келли                         |

## Производство
- Кристофер Нолан — режиссёр, продюсер, сценарист
- Джонатан Нолан — сценарист
- Эмма Томас — продюсер
- Линда Обст — продюсер
- Хойте ван Хойтема — оператор
- Натан Кроули — художник-постановщик
- Мэри Зофрс — художник по костюмам
- Ли Смит — редактор
- Ханс Циммер — композитор
- Пол Франклин — директор по визуальным эффектам
- Кип Торн — консультант, исполнительный продюсер

### Разработка и финансирование
Фильм был задуман продюсером Линдой Обст и физиком-теоретиком Кипом Торном после сотрудничества Кипа при производстве фильма «Контакт» 1997 года. Обст и Торн были хорошо знакомы с тех пор, как астроном Карл Саган уговорил их на свидание вслепую. На основе работы Торна был задуман сценарий о том, что «самые экзотические события во Вселенной стали доступными для человечества», который привлёк интерес режиссёра Стивена Спилберга. Работа над фильмом началась в июне 2006 года, когда Paramount Pictures и Стивен Спилберг анонсировали планы по созданию научно-фантастического фильма, основанного на исследованиях Кипа Торна. Линда Обст стала продюсером фильма. В марте 2007 года Джонатан Нолан был нанят в качестве сценариста.
После того, как в 2009 году кинокомпания DreamWorks Pictures, основателем которой является Спилберг, заключила сделку с The Walt Disney Company по дистрибуции своих фильмов, студии Paramount Pictures пришлось искать нового режиссёра. После этого фильм оставался в разработке в течение нескольких лет. Впоследствии Джонатан Нолан рекомендовал киностудии взять на пост режиссёра своего брата Кристофера Нолана, который присоединился к проекту в 2012 году. Кристофер обсудил с Кипом Торном, который стал исполнительным продюсером картины, использование в истории пространственно-временного континуума. В январе 2013 года студии Paramount и Warner Bros. официально объявили о назначении на пост режиссёра Кристофера Нолана. Сам режиссёр сказал, что хочет показать совершенно новый пилотируемый космический полёт. Он задумал написать сценарий на основе своей собственной идеи, а также наработок сценария своего брата. В марте к производству картины приступила компания Syncopy, принадлежащая Нолану, и Lynda Obst Productions. По данным журнала The Hollywood Reporter, Кристофер Нолан получит 20 млн долларов, или 20 % от проката картины. Для работы над фильмом Кристофер посетил НАСА, а также частную космическую компанию SpaceX.
Традиционно компании Paramount Pictures и Warner Bros. являлись соперниками. Warner Bros., которая выпускала последние фильмы Нолана, добилась участия в проекте в обмен на право дистрибуции фильма студией Paramount в Северной Америке, а также права на софинансирование продолжений фильмов «Пятница, 13-е» и «Южный парк: Большой, длинный, необрезанный». В августе 2013 года студия Legendary Pictures подписала соглашение с Warner Bros. на финансирование приблизительно 25 % затрат фильма. Это не помогло возобновить восьмилетнее партнёрство студий, даже наоборот — Legendary Pictures пришлось отказаться от продюсирования фильма «Бэтмен против Супермена: На заре справедливости».

### Сценарий
Джонатан Нолан был нанят ещё при Стивене Спилберге для работы над сценарием фильма. Разработка продолжалась в течение четырёх лет. В первоначальном сценарии планета Миллер находилась у двух чёрных дыр, названных в честь великанов из романа Франсуа Рабле «Гаргантюа и Пантагрюэль», а также присутствовали внезапно появляющиеся нейтронная звезда (пульсар) и третья чёрная дыра.

### Кастинг
В апреле 2013 года на главные роли были утверждены Мэттью Макконахи и Энн Хэтэуэй. Кристофер Нолан выбрал на роль Купера Мэттью Макконахи после того, как увидел его игру в фильме «Мад» (2012). Он назвал персонажа Макконахи «обыкновенным парнем», с которым «зритель мог испытать удивительную историю». Для участия в фильме Джессики Честейн Кристофер Нолан послал в Северную Ирландию, где Честейн снималась в фильме «Фрёкен Юлия» (2014), помощника, который передал ей сценарий. Джессике не разрешили его оставить после того, как она его прочитала. Другие известные актёры в конце концов присоединились к проекту, и он стал «звёздным».
Ирфану Хану была предложена роль в фильме, но он отказался из-за несогласованности расписаний съёмок, в это время он снимался в индийских фильмах «Ланчбокс» и «День Д». В августе 2013 года Мэтт Дэймон был приглашён в Исландию для съёмок в небольшой роли. Мэтт мог сыграть у режиссёра ещё в фильме «Тёмный рыцарь» роль Харви Дента, но тогда он отказался. Майкл Кейн снимается во всех фильмах режиссёра, начиная с фильма «Бэтмен: Начало» и, по словам Кристофера, независимо от фильма, для его друга Кейна всегда найдётся роль.

### Съёмки
В качестве оператора был нанят Хойте ван Хойтема, поскольку Уолли Пфистер был занят работой над своим режиссёрским дебютом «Превосходство».
В январе 2013 года Кристофер Нолан начал переговоры с Paramount и Warner Bros., чтобы принять участие в проекте в качестве режиссёра. В марте его участие было утверждено. Съёмки проходили в последнем квартале 2013 года в провинции Альберта, Канада, в южной части Исландии, на леднике Снайфедльсйёкюдль и в деревне Киркьюбайярклёйстюр, а также в Лос-Анджелесе.
В процессе работы над спецэффектами для фильма научный консультант Кип Торн получил достаточно данных о гравитационном линзировании и аккреционных дисках чёрных дыр для публикации трёх научных статей.
14 декабря 2013 года был выпущен первый тизер к фильму.
17 мая 2014 года вышел официальный трейлер к фильму.
30 июля 2014 года вышел второй официальный трейлер к фильму. Эксклюзивный просмотр был доступен исключительно на официальном сайте фильма после ввода секретной комбинации цифр, которую нужно было разгадать из созвездия в звёздном небе. Спустя сутки ролик стал доступен на YouTube.

## Саундтрек
Композитор фильма — Ханс Циммер, работавший вместе с Кристофером Ноланом над «Бэтмен: Начало», «Тёмный рыцарь», «Начало», и «Тёмный рыцарь: Возрождение легенды». Саундтрек фильма вышел 18 ноября 2014 года.
Вся музыка написана Хансом Циммером, кроме «Do not go gentle into that good night» (автор Дилан Томас).
| №                   | Название                  | Длительность |
| ------------------- | ------------------------- | ------------ |
| 1.                  | «Dreaming of the Crash»   | 3:55         |
| 2.                  | «Cornfield Chase»         | 2:06         |
| 3.                  | «Dust»                    | 5:41         |
| 4.                  | «Day One»                 | 3:19         |
| 5.                  | «Stay»                    | 6:52         |
| 6.                  | «Message from Home»       | 1:40         |
| 7.                  | «The Wormhole»            | 1:30         |
| 8.                  | «Mountains»               | 3:39         |
| 9.                  | «Afraid of Time»          | 2:32         |
| 10.                 | «A Place among the Stars» | 3:27         |
| 11.                 | «Running Out»             | 1:57         |
| 12.                 | «I'm Going Home»          | 5:48         |
| 13.                 | «Coward»                  | 8:26         |
| 14.                 | «Detach»                  | 6:42         |
| 15.                 | «S.T.A.Y.»                | 6:23         |
| 16.                 | «Where We're Going»       | 7:41         |
| Общая длительность: | Общая длительность:       | 71:46        |

| №                   | Название                                | Длительность |
| ------------------- | --------------------------------------- | ------------ |
| 17.                 | «First Step»                            | 1:47         |
| 18.                 | «Flying Drone»                          | 1:53         |
| 19.                 | «Atmospheric Entry»                     | 1:40         |
| 20.                 | «No Need to Come Back»                  | 4:32         |
| 21.                 | «Imperfect Lock»                        | 6:54         |
| 22.                 | «No Time for Caution»                   | 4:06         |
| 23.                 | «What Happens Now?»                     | 2:26         |
| 24.                 | «Do not go gentle into that good night» | 1:39         |
| Общая длительность: | Общая длительность:                     | 96:47        |

| №  | Название       | Длительность |
| -- | -------------- | ------------ |
| 1. | «Day One Dark» | 6:58         |

## Прокат
Первый закрытый показ фильма генеральный директор Paramount Брэд Грей провёл 19 октября 2014 года в Нью-Йорке на Манхэттене в кинотеатре AMC Lincoln Square 13 IMAX. 22 октября Paramount показала «Интерстеллара» некоторым режиссёрам и актёрам отрасли на предварительном показе в Калифорнийском научном центре. На следующий день фильм был показан в китайском театре TCL в Лос-Анджелесе, Калифорния, для более чем 900 членов Гильдии киноактёров. Разовый премьерный показ для зрителей США состоялся 26 октября в TCL Chinese Theatre в Лос-Анджелесе, а в Европе — 29 октября в кинотеатре Odeon Leicester Square в Лондоне.
Картина вышла ограниченным прокатом в Северной Америке (США и Канада) 5 ноября, а в широкий прокат — 7 ноября. «Интерстеллар» вышел в Бельгии, Франции, Швейцарии и в Казахстане 5 ноября, в последующие дни картина появилась в России и Украине 6 ноября, в Великобритании 7 ноября. Для ограниченного проката в Северной Америке фильм был выпущен в 70-мм и 35-мм формате в 249 кинотеатрах, из которых 41 использует 70-мм плёночный формат IMAX. Paramount Pictures является дистрибьютором фильма в Северной Америке, а компания Warner Bros. — в остальном мире.

## Отзывы и оценки
Фильм получил преимущественно положительные отзывы в прессе. По данным ресурса Rotten Tomatoes, 72 % критиков из 364 высказались о фильме положительно, по данным Metacritic, фильм от критиков получил среднюю оценку 74 из 100 (на основе 46 рецензий). Rotten Tomatoes суммирует мнения критиков так: «„Интерстеллар“ даёт ещё больше того захватывающего, заставляющего задуматься и визуально прекрасного кино, какого зрители привыкли ожидать от сценариста и режиссёра Кристофера Нолана, пускай порой он и замахивается на большую интеллектуальность, чем ему по силам». Кроме того, «Интерстеллар» получил лучшие за 2014 год оценки простых пользователей на сайтах IMDB и Кинопоиск.
О фильме положительно отзывались многие учёные, отмечая его достоверность. Американский астрофизик Нил Деграсс Тайсон похвалил фильм, заметив, что теория относительности ещё никогда так хорошо не была представлена на экране, и подверг критике только идею искать новый дом возле чёрной дыры. Футуролог Митио Каку назвал его «золотым стандартом для научно-фантастических фильмов». С этой точкой зрения спорит астрофизик и писатель-фантаст Павел Амнуэль, который отмечает, что многие допущения фильма очень спорны.
По итогам года многие издания включили «Интерстеллар» в число лучших фильмов 2014 года, в частности, Empire, IndieWire, Forbes, GQ, The Guardian (итоги опроса читателей), «Афиша», Associated Press, WhatCulture. Журнал «Мир фантастики» назвал «Интерстеллар» лучшим фантастическим фильмом года и лучшим фильмом года.
«Интерстеллар» находится в числе самых высоко оценённых 700 кинокартин XXI века в компиляционном издании They Shoot Pictures, Don’t They?. Многие издания включили его в списки лучших фантастических фильмов 2010-х годов или XXI века, в том числе некоторые на первом месте.

## Награды и номинации
Фильм «Интерстеллар» получил множество наград и номинаций в различных категориях, включая «Оскар», «Выбор критиков» премию Американского общества композиторов, авторов и издателей, премию Британской Академии в области кино, премию Общества специалистов по визуальным эффектам и другие.